# Астрахань I
Астрахань I (Астрахань-Перша, рос. Астрахань I) — залізнична станція Астраханського регіону Приволзької залізниці, що знаходиться у місті Астрахань, Росія. Головна пасажирська залізнична станція міста.

## Історія
Станція була відкрита у вересні 1909 року як кінцевий пункт дільниці Бузанський — Астрахань Рязансько-Уральської залізниці, наскрізний рух було відкрито 15 грудня 1909 року (за старим стилем), після відкриття руху по мосту через річку Бузан. В 1953 році частина колишньої Рязансько-Уральської залізниці і Сталінградська залізниця були перетворені на Приволзьку залізницю, станцію Астрахань I віднесено до Приволзької залізниці.

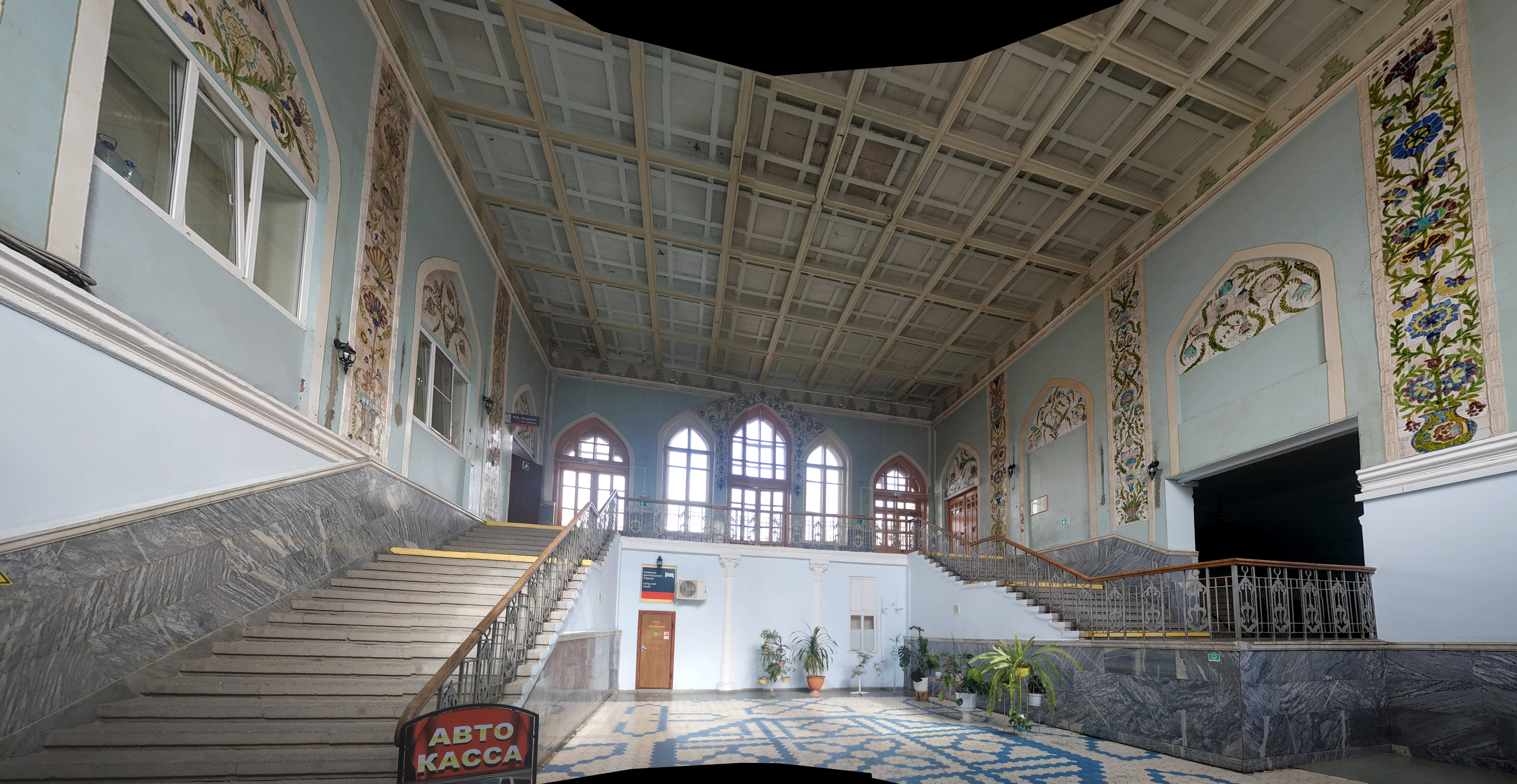
Фойє старої будівлі вокзалу (2020)

Спочатку станція була тупиковою, лінію завершував побудований вокзал у мавританському стилі. Від нього зберігся тільки західний флігель, що примикає до нової будівлі вокзалу і першої платформи. У вересні 1942 року, з будівництвом залізничної лінії Астрахань — Кизляр, старий вокзал був частково знесено. Нова будівля вокзалу була побудована в 1970 році.
Колійний розвиток станції зазнав реконструкції в 1985 році при прокладці другої колії на дільниці Верхній Баскунчак — Кутум. В 1990 станцію електрифіковано на змінному струмі для приміського сполучення дільницею Кутум — ГПЗ (АГПЗ) /Аксарайська.
В 2006 році проведена повторна реконструкція станції: модернізовано вокзал, на першій платформі, що примикає до залу очікування, частково замінено на плитку асфальтове покриття.

## Опис
Станція складається з 8 колій, з яких чотири (№ 1, 2, 3 і 4) використовуються для транзитного руху поїздів, ще одна колія (№ 6) тупикова і приймає/відправляє поїзди з північного напрямку, а три інших використовуються для відстою товарних потягів, до 2011 року також проводився відстій пасажирських поїздів Астрахань — Грозний (перенумерований і продовжений до Волгограда) і Астрахань — Махачкала (скасований); з 2018 року відстоюється денний експрес до Волгограда. Є вантажна рампа. На північний захід від станції є напівзанедбана база запасу пасажирських вагонів. Під коліями станції в 1982 році прокладено підземний перехід, що прямує з будівлі вокзалу та має вихід на другу платформу і до вулиці Яблочкова та платформи № 3. З північної горловини починаються під'їзні колії, що прямують до верстатобудівного заводу і промзони компанії «Елко». Над південною горловиною споруджено шляхопровід «Вокзальний міст».

## Діяльність
Станція є однією з найзавантаженіших в Астраханському регіоні Приволзької залізниці. Є транзитною для прямуючих через Астрахань пасажирських поїздів і кінцевою для деяких з них. Потяги, для яких Астрахань I є кінцевою станцією, обслуговуються вагонним депо Астрахань, а пасажирські ТЕП70 проходять техогляд в ТЧ Астрахань. Транзитні пасажирські поїзди змінюють локомотив в Артезіані. На станції проводять зупинку всіх приміських поїздів, що прямують з Астрахані в Аксарайський, Олейніково і АГПЗ.
Між Москвою й Астраханню курсує фірмовий поїзд «Лотос».